# Gaspard de Santa-Cruz
Gaspard de Santa-Cruz (Gaspar de Cruz) est un missionnaire dominicain portugais, né vers 1520 à Evora, et décédé le 5 février 1570 à Lisbonne. Il fut le premier missionnaire du Cambodge.

## Biographie
Envoyé en Inde avec onze autres religieux de cet ordre, il fonde un monastère à Goa en 1548. Venant de l'île de Malacca[Quoi ?], il arrive en 1550 dans la province vietnamienne de Hà Tiên, à cette époque territoire khmer.
Il réside à la cour royale en 1555 et séjourne à Angkor Vat en 1556. En 1556, il reste un mois à Canton, mais ne peut former une communauté chrétienne.
Il revient à Lisbonne en 1569, est nommé archevêque de Malacca et se consacre aux victimes de la peste.
Notamment aidé de renseignements fournis par Galeote Pereira, un compatriote prisonnier en Chine pendant dix-sept ans, il écrit le premier ouvrage européen entièrement consacré à la Chine, le Tractado em que se contam muito por extenso as cousas da China, paru à Evora au Portugal en 1569, republié en Anglais, à Londres, par Samuel Purchas en 1625.